# 布卢瓦法院

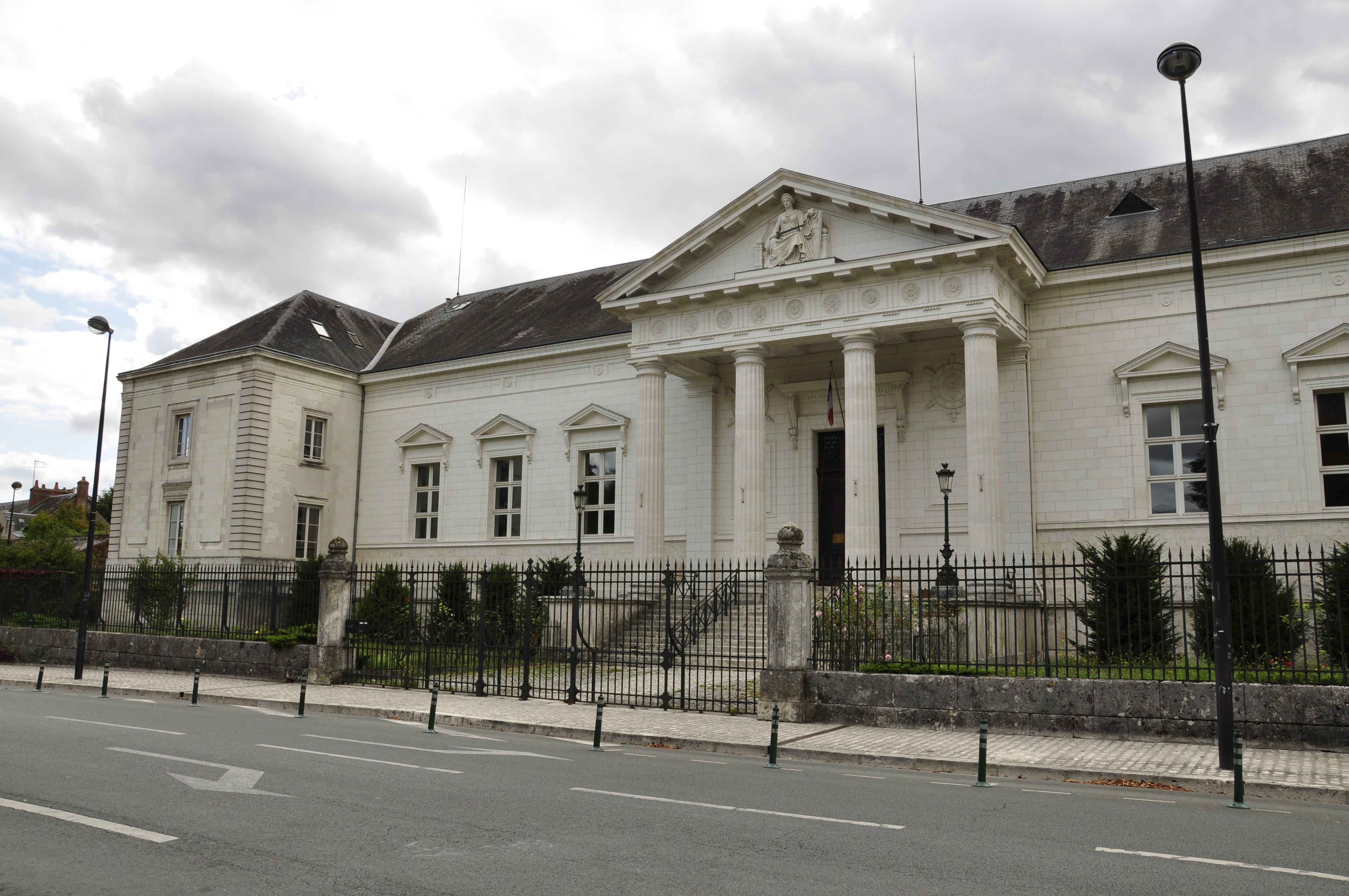
布卢瓦法院

布卢瓦法院（法語：Palais de justice de Blois）是法国卢瓦尔河谷布卢瓦的一座历史建筑，建于1843年，建筑师Masse。
该建筑于1977年12月14日列为法国历史古迹。